# Département de Lago Argentino
Le département de Lago Argentino est une des 7 subdivisions de la province de Santa Cruz, en Argentine. Son chef-lieu est la ville de El Calafate.
Le département a une superficie de 37 292 km2. Sa population s'élevait à 7 500 habitants au recensement de 2001 (source : INDEC).

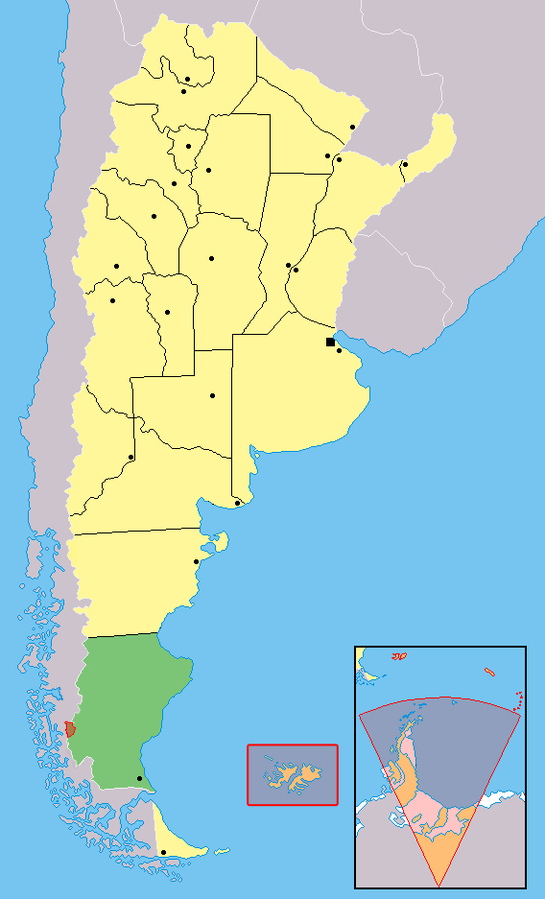
Localisation de la province de Santa Cruz en Argentine

## Importance touristique
Le département s'étend sur une des plus belles régions des Andes. Il nous offre de superbes paysages, entre autres dans la région des lacs Argentino et Viedma, où a été créé le parc national des Glaciers, comprenant une grande partie des deux lacs ainsi que d'imposants glaciers situés vers la frontière chilienne comme le glacier Perito Moreno.
Notons aussi le pic du Fitz Roy, le centre de sports d'hiver Julia Dufour, ainsi que la réserve naturelle Los Desmochados.